# Akira Mizubayashi
Akira Mizubayashi (en japonés: 水林章, Mizubayashi Akira; n. Sakata, 5 de agosto de 1951) es un escritor japonés que escribe tanto en japonés como en francés.

## Biografía
Nacido en Sakata, en el norte de la isla principal de Japón, Honshū, a los 18 años se interesa por la lengua francesa.
Empezó sus estudios en la Universidad de Estudios Extranjeros de Tokio antes de trasladarse a la ciudad francesa de Montpellier, donde empezó a formarse en 1973 para enseñar francés. Estudió tres años en la Escuela Normal Superior (no alumno) de la calle Ulm, en París. Desde 1989 enseña en la Universidad Sofía de Tokio.

## Obra literaria
Escribió seis ensayos en japonés antes de empezar a escribir en francés.
- Une langue venue d'ailleurs. Folio (en francés). Paris: Gallimard. 2011. ISBN 9782072481277.
- Mélodie : Chronique d'une passion. L'Un et l'Autre (en francés). Paris: Gallimard. 2013. ISBN 9782072484643.
- Petit éloge de l'errance. Folio (en francés). Paris: Gallimard. 2014. ISBN 9782070459346.
  - Traducido al castellano como Breve elogio de la errancia (Mercedes Fernández Cuesta, trad.). Gallo Nero.
- Un amour de mille ans (en francés). Paris: Gallimard. 2017. ISBN 9782072697869.
- Dans les eaux profondes - Le Bain japonais (en francés). Paris: Arléa. 2018.
- Âme brisée. Blanche (en francés). Paris: Gallimard. 2019.

## Premios y reconocimientos
- 2011: Prix du Rayonnement de la langue et de la littérature françaises, médaille de vermeil[3]
- 2013: Premio literario Richelieu de la Francofonía.[4]
- 2013: Premio literario de la Sociedad Central Canina[5]
- 2013: Premio literario 30 millions d'amis, conocido como el Goncourt de los animales
- 2015: Doctor honoris causa de la Universidad Stendhal de Grenoble[6]
- 2019: Doctor honoris causa de la Universidad de Reims Champaña-Ardenas